# Upstalsboom

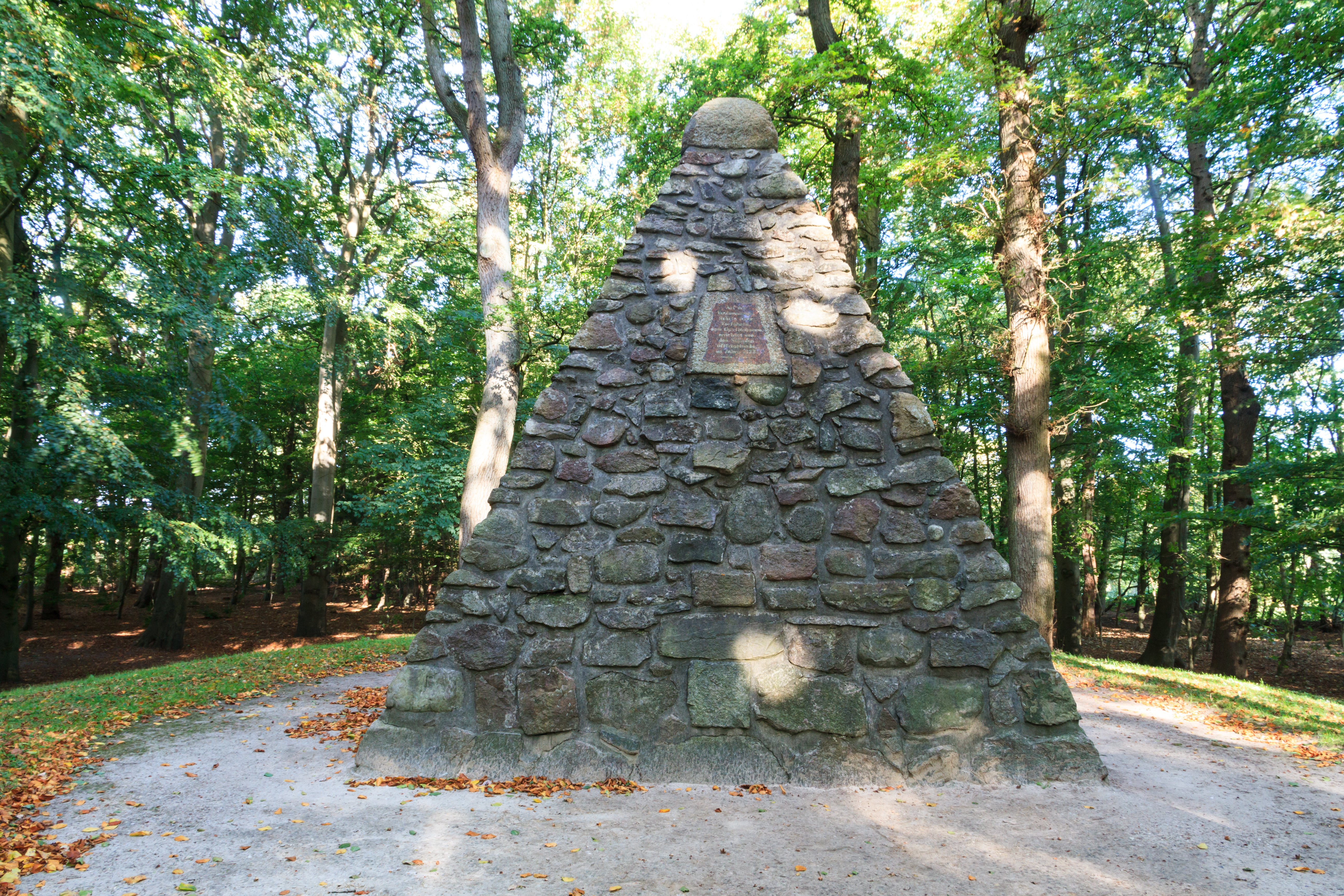
Steinpyramide von 1833 auf dem Upstalsboom

Der Upstalsboom (niederländisch Opstalboom, altfriesisch Opstallisbaem) war während der Zeit der Friesischen Freiheit im 13. und 14. Jahrhundert die Versammlungsstätte der Abgesandten der friesischen Landesgemeinden, der Sieben Seelande, westlich der heutigen Stadt Aurich. Sie regelten dort das Zusammenleben innerhalb der Landesgemeinden und vertraten den Bund politisch nach außen. Seit 1833 erinnert eine Steinpyramide an diese Zusammenkünfte. In der Zeit des Nationalsozialismus sollte das Gelände zu einem Thingplatz umgestaltet werden. Diese Pläne kamen aber nicht mehr zur Ausführung, so dass das Aussehen des Geländes seit 1879 weitgehend unverändert ist.
Heutige Eigentümerin des Areals ist die Ostfriesische Landschaft.

## Namensdeutung

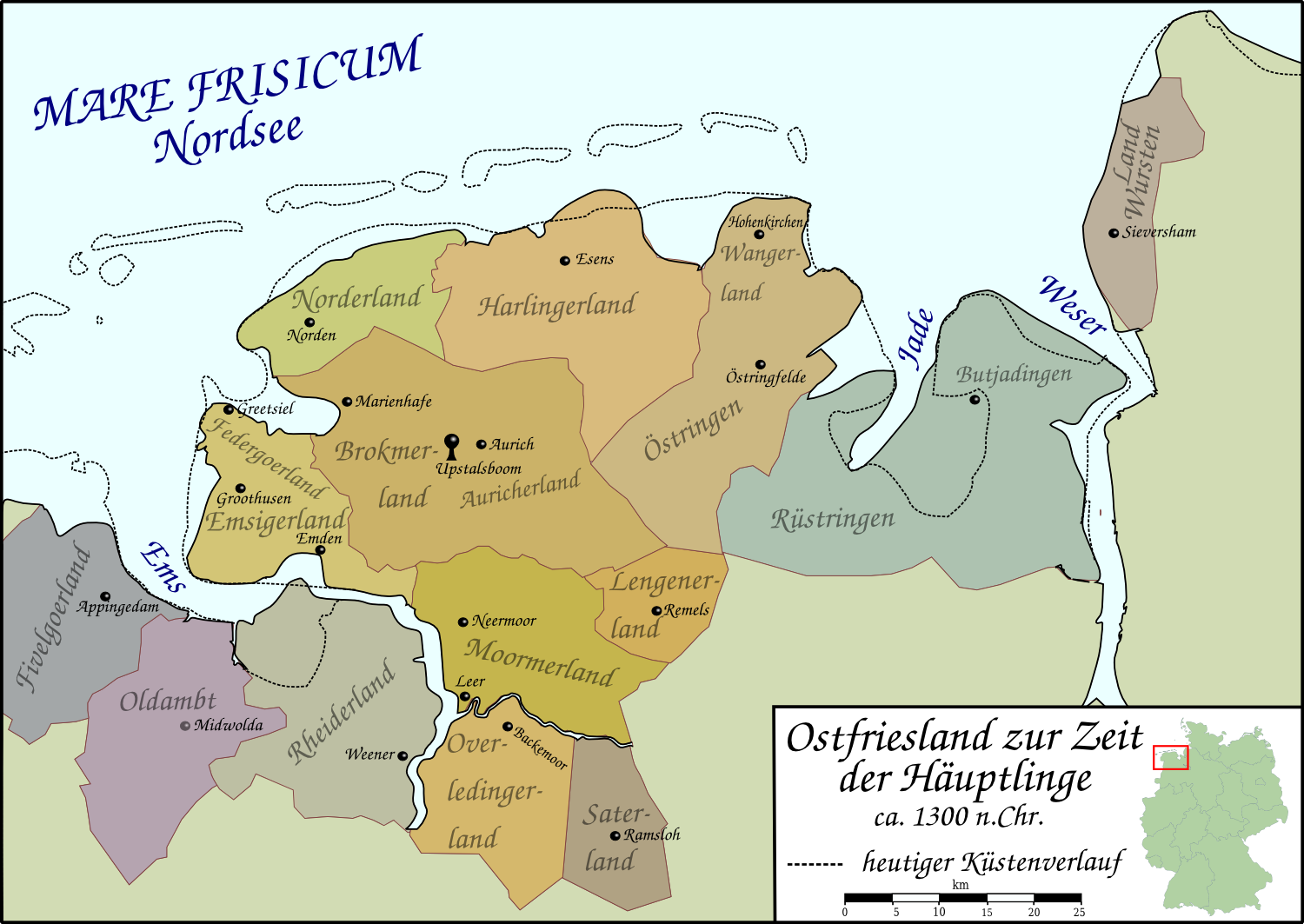
Lage des Upstalsbooms im Herzen Ostfrieslands zur Zeit der Häuptlinge

Die Deutung des Namens ist unsicher. Unklar ist auch, seit wann das Gelände den Namen trägt. Spätere Deutungen setzten vor allem mit dem zweiten Wortteil „Boom“, also Baum an. Dabei muss es sich jedoch nicht zwangsläufig um ein Gewächs handeln. Boom steht in diesem Zusammenhang wohl eher für einen bearbeiteten Baum, also einen Grenzbaum, eine Sperre oder einen Pfahl, der auf dem Hügel vielleicht zum Anbinden des Viehs stand.
Das Wort „Upstall“ ist flämisch-brabantischen Ursprungs und wird als eingezäuntes Flurstück übersetzt, das die Dorfgemeinschaft als gemeinsames Weidegebiet, als Allmende, nutzte.

## Beschreibung
Bei der Stätte handelt es sich um einen frühmittelalterlichen Grabhügel. Angaben, dass es sich um einen vorgeschichtlichen Grabhügel handelt, basieren auf falschen Angaben in einem Museumskatalog der Gesellschaft für bildende Kunst und vaterländische Altertümer zu Emden. Der höchste Punkt liegt bei 6,80 m. Er ist von einer Wallheckenlandschaft umgeben. Das Grab wurde auf einem Sandrücken errichtet, welcher in der Saaleeiszeit durch Gletscherbewegungen aufgestaut wurde.

## Geschichte

### Frühere Nutzung
Archäologische Untersuchungen deuten auf eine Nutzung des Geländes seit dem 8. Jahrhundert hin. Damals war der Hügel Grabstätte einer vermutlich lokal oder regional bedeutenden Familie diente, deren Identität unbekannt ist. Wahrscheinlich waren es Bewohner eines oder mehrerer umliegender Höfe, die auf dem Gelände ihre Toten beerdigten.
Warum die Friesen den Hügel als Versammlungsort auswählten, ist unklar. Möglicherweise war seine zentrale Lage innerhalb des friesischen Siedlungsgebietes entscheidend. Zudem war der Ort sowohl über Land als auch über Wasserwege gut erreichbar.

### Friesische Landtage

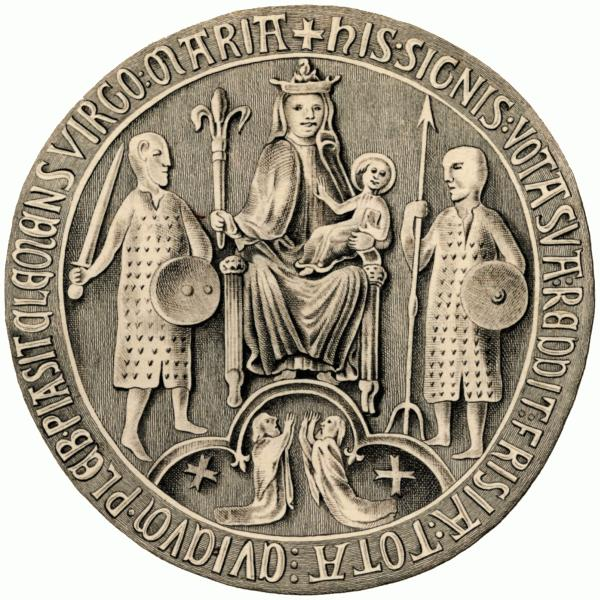
Siegel des Upstalsboom-Bundes (1324)

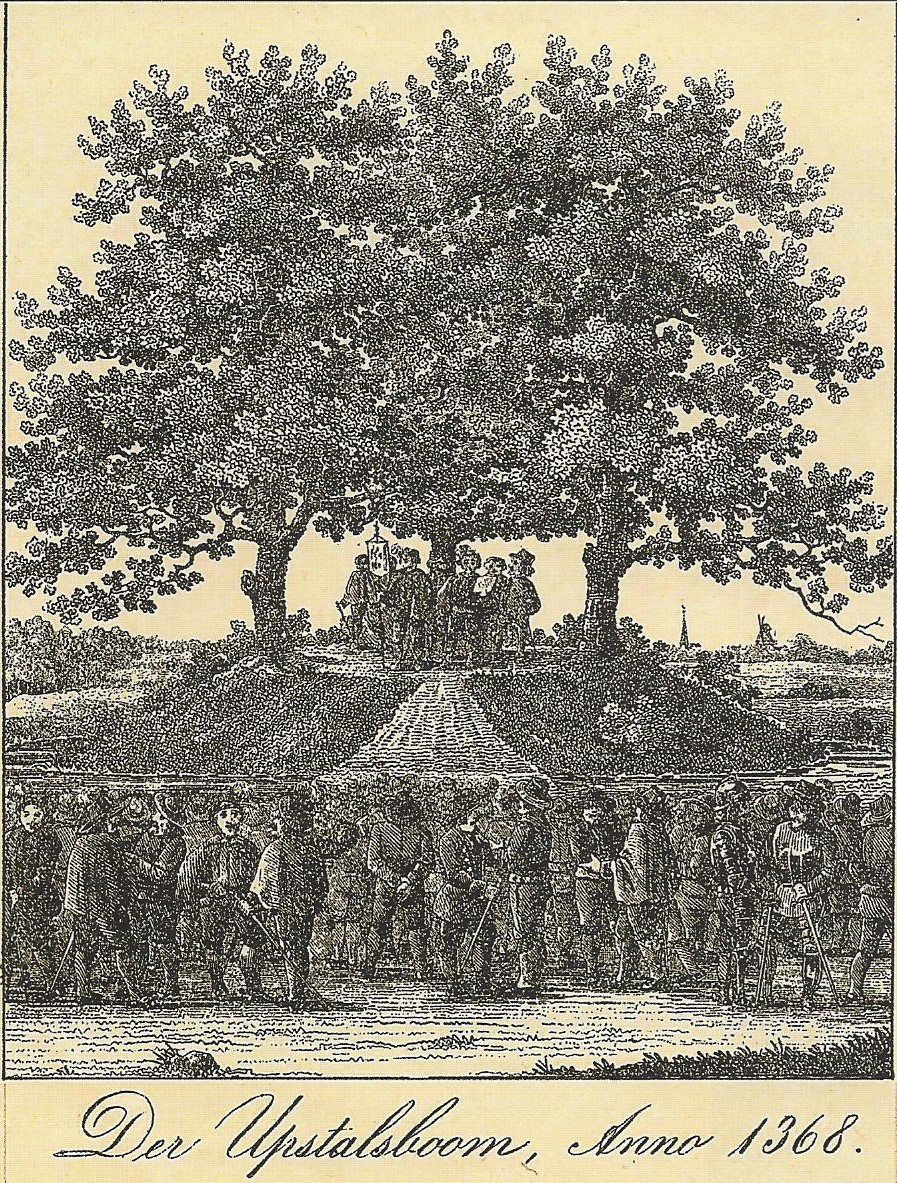
Historisierende Darstellung der Zusammenkünfte aus dem 19. Jahrhundert

Ostfriesland war zur Zeit der Friesischen Freiheit in autonome Landesgemeinden gegliedert, denen nicht Adlige, sondern von den Land- und Hofbesitzern gewählte Redjeven vorstanden. Es gab keine Hörigkeit, wohl aber Abhängigkeiten der Pächter von den Landbesitzern.
Die erste Erwähnung des Upstalsbooms findet sich in der Chronik des Klosters Bloemhof aus dem Jahr 1216. Abgesandte der friesischen Landesgemeinden kamen dort bis ins 14. Jahrhundert zusammen, um Recht zu sprechen und Beschlüsse zu fassen. Die Treffen sollten laut den wohl aus dem 12. Jahrhundert stammenden friesischen Überküren einmal jährlich am Dienstag nach Pfingsten stattfinden. Jede Landesgemeinde war dabei in der Regel mit zwei Abgeordneten vertreten. Diese wurden bereits zu Ostern gewählt und Redjeven genannt. Dies war auch im jeweiligen Landesrecht geregelt. So heißt es im Emsiger Recht aus der Zeit um 1300:

„Thit send tha urkera allera Fresena. Theth forme, theth hia gaderkome enes a iera to Upstelesbame a tyesdey anda there pinxtera wika and ma ther eratta alle tha riucht, ther Fresa halda skolde. Jef aeng mon eng bethera wiste, theth ma the lichtere lette and ma theth bethere helde.“

Übersetzt bedeutet dies: „Dies sind die Überküren aller Friesen. Erstens, dass sie einmal im Jahre am Dienstag in der Pfingstwoche zu Upstalsbom zusammenkämen und dass man dort alle Rechte bespräche, die die Friesen halten sollten. Wenn irgend jemand ein besseres (Recht) wüsste, sollte man das weniger richtige aufgeben und das bessere befolgen.“
Das erste Treffen soll in der Mitte des 12. Jahrhunderts stattgefunden haben, um Streitigkeiten zwischen dem Wangerland und dem Gau Östringen zu schlichten. Dies geht auf spätere Überlieferungen zurück. Zeitgenössische Quellen gibt es nicht. Urkundlich belegt sind Treffen am Upstalsboom zwischen 1216 und 1231 und von 1323 bis 1338. In dieser Zeit entstand auch ein Upstalsboom-Siegel mit 12 cm Durchmesser. 1323 wurden die Upstalsboom-Gesetze beschlossen, die die alten Satzungen der Zeit anpassten. Dieser Bund sollte den Landfrieden unter den einzelnen friesischen Gebieten wahren. Bei ihren Zusammenkünften regelten die Redjeven aber nicht nur das Zusammenleben innerhalb ihrer Landesgemeinde, sondern vertraten sie auch politisch nach außen. Der Landfriedensbund war eine Notgemeinschaft der Friesischen Freiheit, die aber bald zusammenbrach. Die letzte Überlieferung über einen Landtag der Sieben Seelande stammt aus dem Jahr 1328, als die in Appingedam versammelten Richter, Ratgeber und Gemeinschaften einen Vertrag mit dem König von Frankreich schlossen. Die nächste Tagung fand im Jahre 1361 in Groningen statt. Allerdings blieb der Versuch der Stadt, den Bund unter ihrer Führung zu erneuern, erfolglos.

### Weitere Nutzung

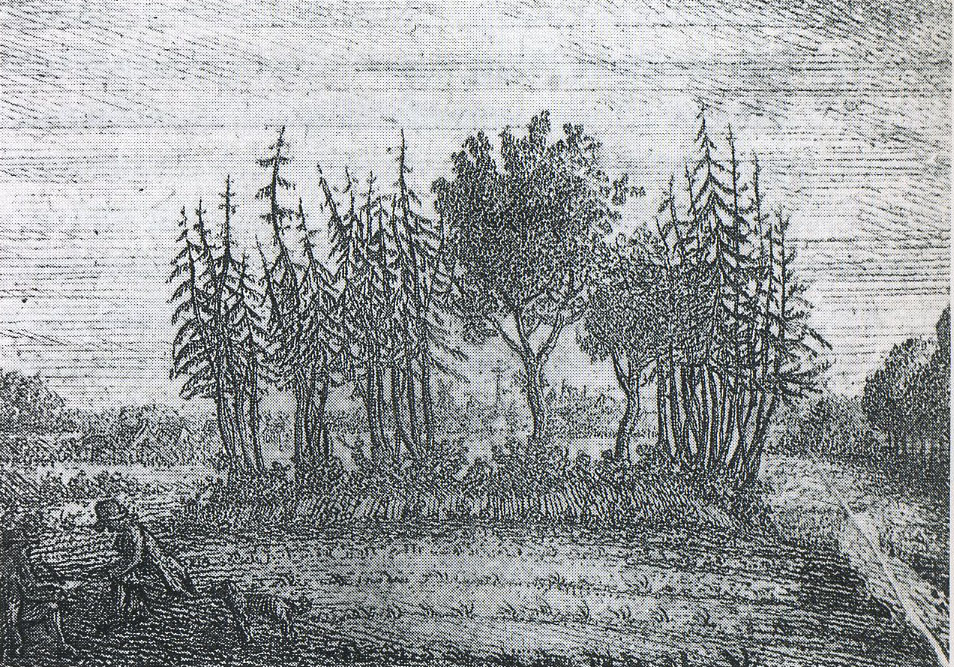
Upstalsboom, älteste bekannte Ansicht aus dem Jahre 1796

Um die Mitte des 14. Jahrhunderts hatte der Upstalsboom seine politische Funktion verloren. Das Areal bei Rahe geriet weitgehend in Vergessenheit. Bauern der Umgebung nutzten es weiter als Gemeinschaftsweide.
In den Auseinandersetzungen um die Legitimation der politischen Ansprüche und der Rechtsansprüche der Stände und der Stadt Emden gegen das regierende Grafenhaus erlangte der Upstalsboom gegen Ende des 16. Jahrhunderts neue Symbolkraft. Nach der Emder Revolution 1595 und der Vertreibung des Grafenhauses aus der Hafenstadt verklärte Ubbo Emmius den Upstalsboom zum „Altar der Freiheit“. Von Emmius ist auch die früheste bekannte Beschreibung des Areals überliefert. Er schrieb im Jahre 1598: „Dort erheben sich drei gewaltige Eichen, von denen eine, beinahe schon abgestorben, sich bis auf unsere Zeit erhalten hat, mit sich beinahe aneinander anstoßenden Zweigen auf offenen Gelände“.
Der Upstalsboom behielt seine symbolische Bedeutung als Zeichen der Freiheit der Friesen. 1678 verlieh Kaiser Leopold I. das Upstalsboom-Wappen als Hoheitszeichen.
Nach der Aufteilung der Allmende kam das Areal (bis auf den eigentlichen Hügel) in den Besitz mehrerer Bauern. Diese vergrößerten ihre umliegenden Felder in der Folgezeit derart, dass sich die Landdrostei in Aurich im Jahre 1827 veranlasst sah, zum Schutz des Upstalsbooms aktiv zu werden. Zunächst ließ sie das Gelände vermessen. Dabei stellte sich heraus, dass die Bauern sich unrechtmäßig Land um den Hügel angeeignet hatten, der auf diese Weise nur noch etwa 33 Meter lang und 15 Meter breit war.
Die Landdrostei regte daraufhin an, das Land zu kaufen und auf dem Hügel eine Gusseiserne Pyramide zu errichten. Die Behörde forderte die Ostfriesischen Landstände auf, sich zu diesem Vorhaben zu äußern. Diese entschieden sich für eine Steinpyramide und begannen daraufhin ab 1832, die Ländereien um den Hügel aufzukaufen. Später erhielt sie auch den Hügel, wobei bis heute unklar ist, wann sie diesen vom Staat angekauft oder geschenkt bekommen hat.

### Denkmal und Landschaftspark

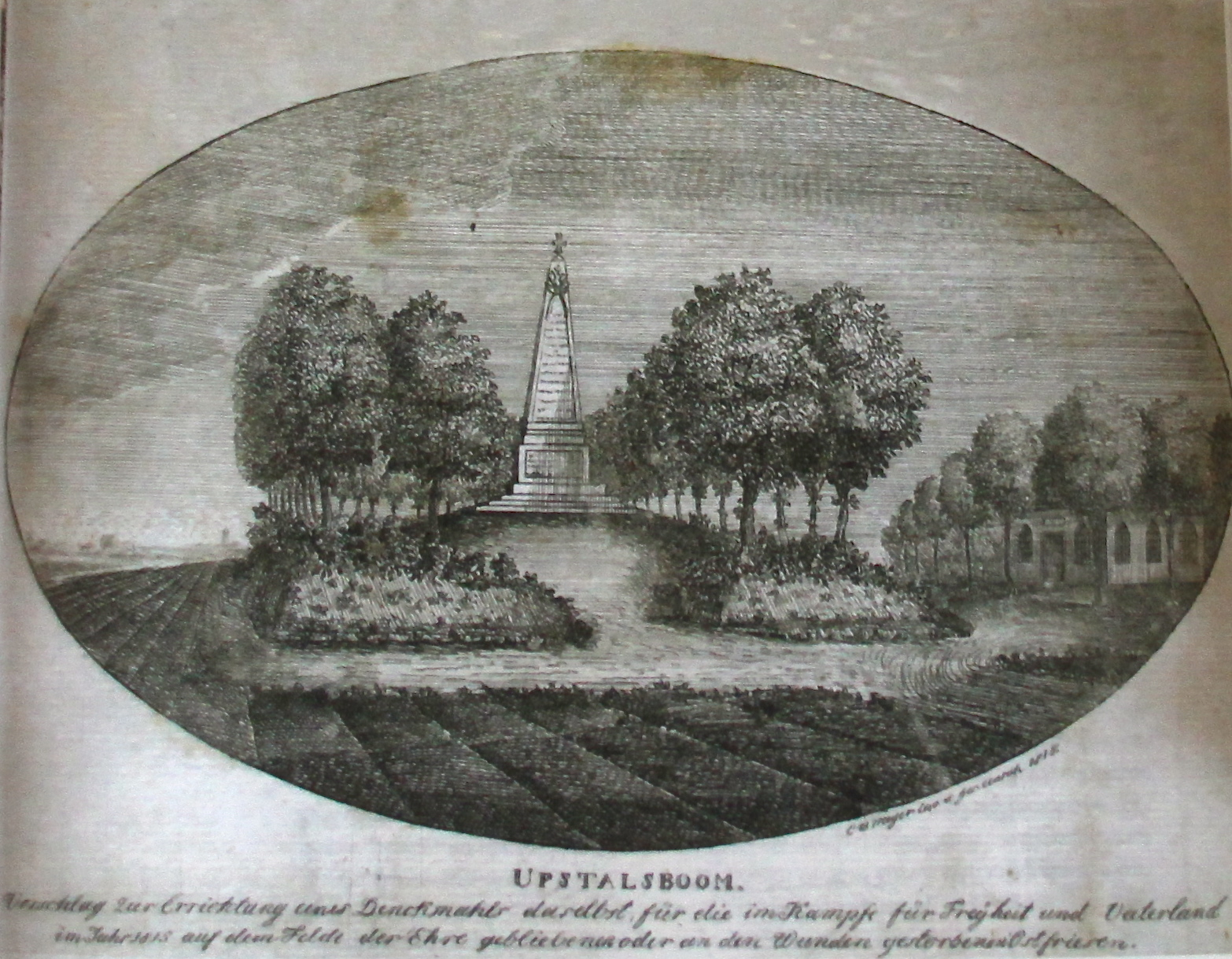
Flugblatt der Bürgerinitiative für ein Kriegerdenkmal am Upstalsboom aus dem Jahre 1815

Erste Überlegungen, auf dem Hügel ein Denkmal zu errichten, gab es im Jahre 1815. Der Auricher Architekt Conrad Bernhard Meyer wollte auf dem Gelände zur Erinnerung an die während der Befreiungskriege in den Schlachten von Belle-Alliance und Ligny gefallenen Ostfriesen einen Obelisk aufstellen. Zur Finanzierung dieses Vorhabens stellte er auf dem Hügel ein Modell aus Holz auf und fertigte einen Stich an, dessen Verkaufserlös dem Bau des Monuments zugutekommen sollte. Dieses Projekt scheiterte jedoch an der mangelnden Beteiligung der Ostfriesen.
1833 errichteten schließlich die Ostfriesischen Landstände (heute: Ostfriesische Landschaft) eine Steinpyramide. Gemäß der Initiative Conrad Bernhard Meyers erinnert sie an die ostfriesischen Gefallenen der Befreiungskriege. Ein Teil der zu ihrem Bau verwendeten Feldsteine stammt aus dem Fundament der Lambertikirche in Aurich, die zu dieser Zeit wegen Baufälligkeit niedergerissen wurde.
Unmittelbar nach Fertigstellung des Denkmals erhielt das Gelände einen umlaufenden Graben und ein Gärtner bepflanzte das Gelände in den folgenden beiden Jahren hauptsächlich mit Eichen. Nach 1879 vergrößerte die Ostfriesische Landschaft den Park durch Ankauf weitere Ländereien bis an die heutige Landstraße. Auf diesem Grundstück entstand eine Buchenallee, die auf die Pyramide führt. Im Jahre 1894 ließ die Landschaft schließlich eine Granittafel an der Pyramide anbringen. Sie trägt die Inschrift: Auf der Versammlungsstätte ihrer Vorfahren, dem Upstalsboom, errichtet von den Ständen Ostfrieslands im Jahre 1833. Danach änderte sich das Aussehen des Geländes bis zur Zeit des Nationalsozialismus nicht mehr.

### Zeit des Nationalsozialismus

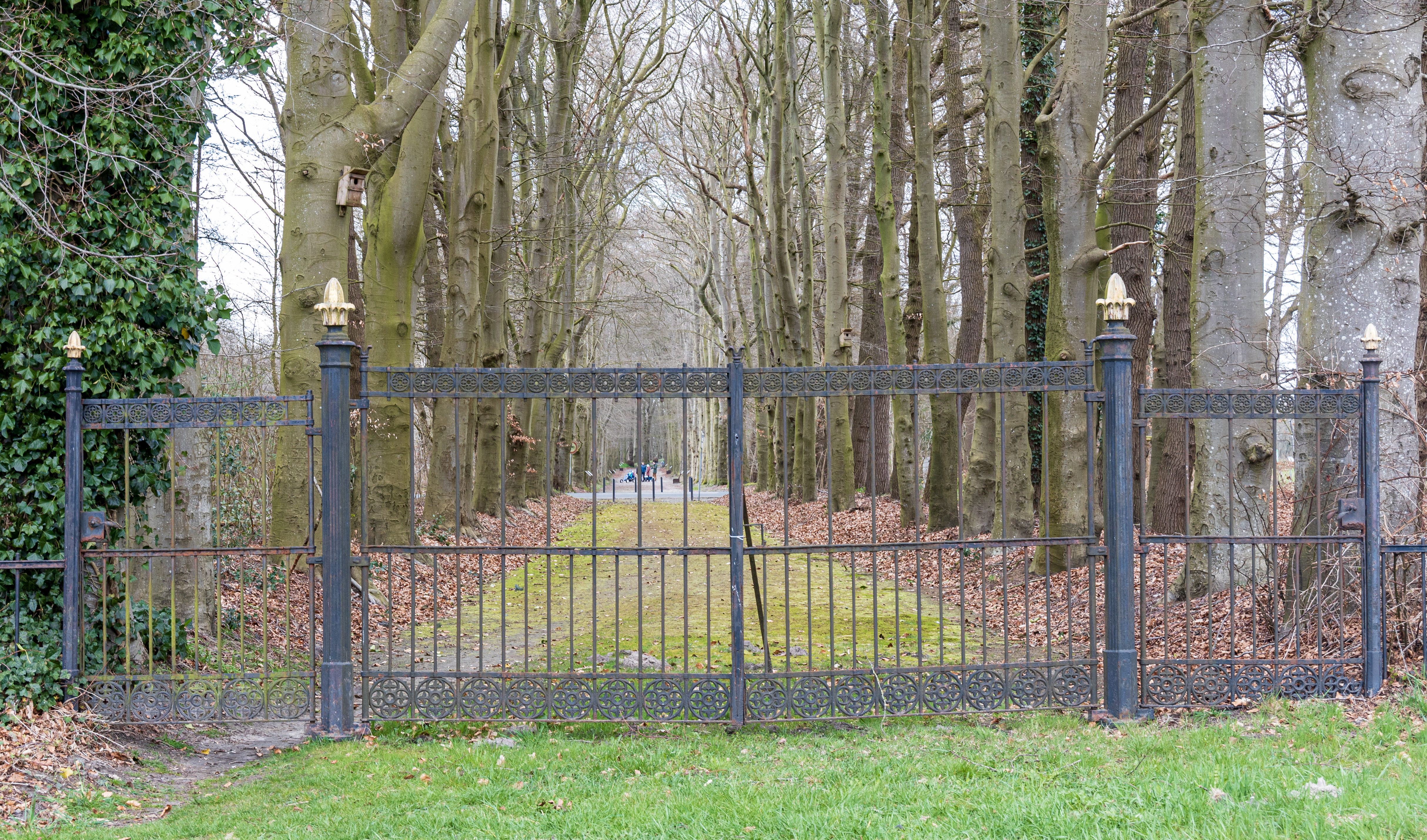
Das Eingangstor von 1937

Im Dritten Reich geriet der Upstalsboom früh in den Blick der neuen Machthaber. Das Gelände entwickelte sich zu einem „idealen Platz für Feierstunden und Aufmärsche“. Zudem wollten die Nationalsozialisten dort eine Thingstätte einrichten. Das Landschaftskollegium stand dem sehr zurückhaltend gegenüber, stellte das Areal aber für Veranstaltungen zur Verfügung. Ab 1935 stand die Idee im Raum, das Grundstück nach dem Vorbild anderer nationalsozialistischer Thingstätten umzugestalten. Initiator war der Norderneyer Hotelbesitzer Johannes Campen, der am Upstalsboom sein Stück Bauer Bertus und der Upstalsboom aufführen wollte. Diese Pläne wurden ebenso wenig umgesetzt wie die Anregung des Kunstwartes der Ostfriesischen Landschaft, Louis Hahn, aus dem Gelände eine Thingstätte zu machen. Die Landschaft stellte lediglich wenig Geld zur Verfügung, mit der die Bepflanzung etwas geändert wurde. Zudem erhielt das Areal 1937 ein neues Eingangstor.

### Nachkriegszeit

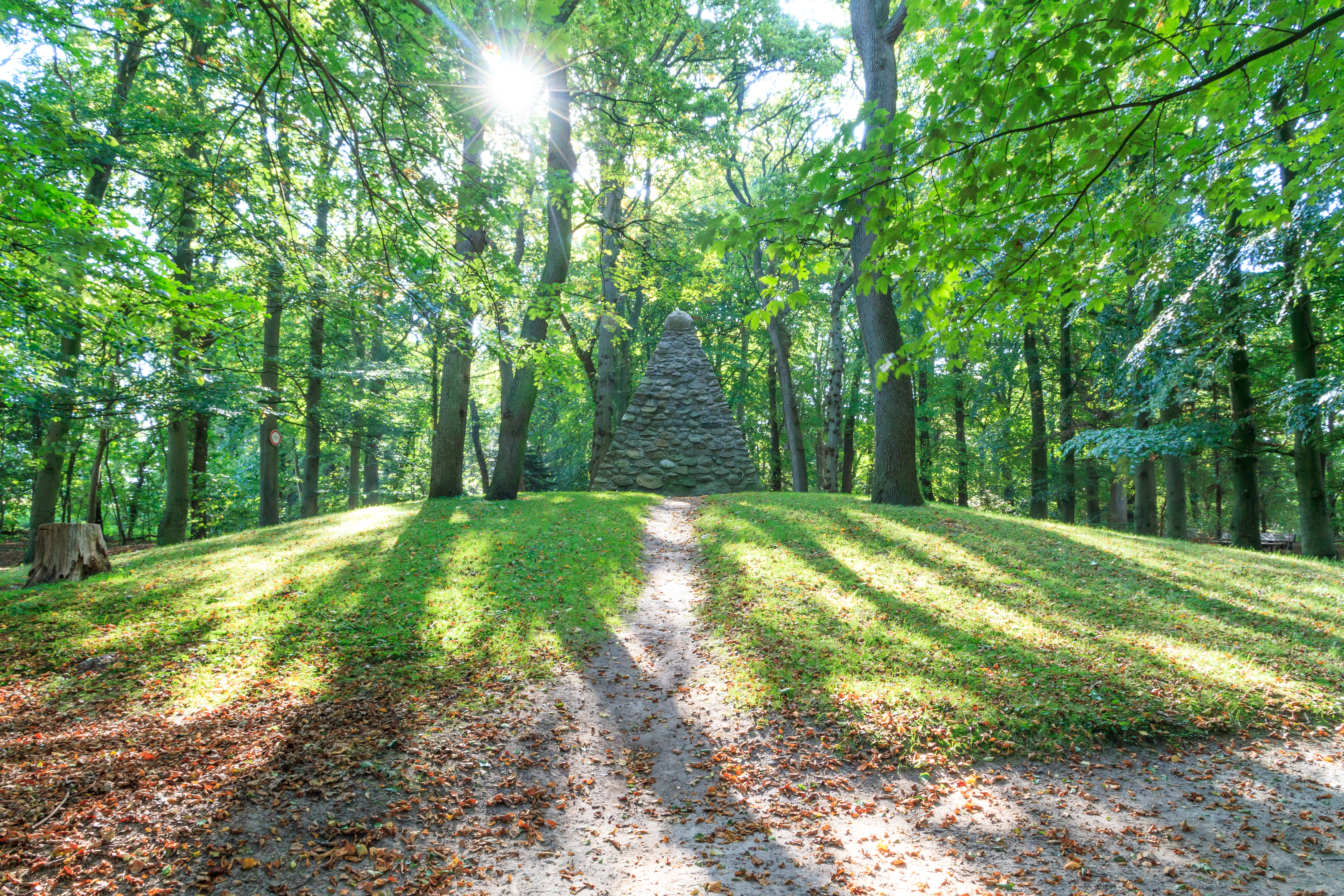
Das Denkmal auf dem Hügel

Das Gelände des Upstalsbooms erfuhr in den Nachkriegsjahren kaum Umgestaltungen. Lediglich der Hügel wurde 1969 mit Schlick aus dem Auricher Hafen aufgestockt. Ansonsten beschränken sich sämtliche Maßnahmen auf die Landschaftspflege. Seit 2013 setzt sich eine Initiative aus Ostfriesland dafür ein, den Upstalsboom und die umliegende historische Wallheckenlandschaft als Nationales Naturmonument auszuweisen. Das Niedersächsische für Umweltministerium als oberste Naturschutzbehörde verwies aufgrund der fehlenden Anwendungspraxis bei Nationalen Naturmonumenten auf das Bundesumweltministerium und das Bundesverkehrsministerium, da die Einstufung nur im Benehmen mit diesen Behörden erfolgen kann.

## Archäologie
Schon Conrad Bernhard Meyer entdeckte bei den Ausschachtungsarbeiten für ein Holzgerüst im Jahre 1815 eine Urne. Diese sorgte später für die falsche Angabe, dass der Upstalsboom ein Bronze- oder Eisenzeitlicher Grabhügel war. Grund dafür waren falsche Angaben in einem Museumskatalog. Dort war der Upstalsboom als Fundort für zwei Urnen angegeben worden, die die Ostfriesische Landschaft der Gesellschaft für bildende Kunst und vaterländische Altertümer zu Emden im Jahre 1873 geschenkt hatte. Diese beiden Urnen waren jedoch nicht diejenigen, die Meyer am Upstalsboom gefunden hatte. Meyer selbst nennt nur ein Gefäß. Von diesem ist eine Zeichnung von Meyer erhalten. Bei dem Fund handelt es sich demnach „um ein etwa 20cm hohes, mit Rollrädchen verziertes, frühmittelalterliches Importgefäß, das in die zweite Hälfte des 8. oder 9. Jahrhunderts zu datieren ist“.
Weitere Funde, ein Schwert und eine zweite Urne, kamen 1833 beim Ausheben der Baugrube für die Steinpyramide zutage. Die Funde sind heute im Historischen Museum in Aurich zu sehen. Nach 1833 blieb das Areal lange unangetastet. Im Jahre 1990 begann der Arbeitskreis Vorgeschichte der Ostfriesischen Landschaft mit einer systematischen Untersuchung des Upstalsboom-Hügels. Ziel war die Suche nach Belegen für die vom Leiter der Archäologischen Forschungsstelle, Wolfgang Schwarz, aufgestellten Hypothese, dass es sich beim Upstalsboom um einen im frühen Mittelalter angelegten Grabhügel handelt. Dies konnte der Arbeitskreis durch Funde von Leichenbrandresten, frühmittelalterlichen Tongefäßscherben und einer eisernen Schnalle bestätigen. Demnach barg der Hügel zwei, möglicherweise auch drei Körpergräber, nämlich die eines Mannes und zweier Frauen. Diese waren mit reichen Grabbeigaben bestattet worden, sodass es sich wohl um sozial herausragende Personen gehandelt hat. Befunde, die im Zusammenhang mit den Landtagen der Friesen stehen könnten, liegen dagegen bis dato nicht vor.
2022 wurden auf dem Gelände des Upstalsbooms etwa 10 in den Boden gegrabene Löcher festgestellt. Die Polizei ging davon aus, dass sie von Sondengängern ausgehoben wurden, die auf der Suche nach Gegenständen mit dem Metalldetektor waren.